# 보야카주

보야카 주

보야카주(스페인어: Departamento de Boyacá)는 콜롬비아 중부에 위치한 주로 주도는 퉁하이며 면적은 23,189km2, 인구는 1,272,844명(2013년 기준), 인구 밀도는 55명/km2이다. 1858년에 신설되었으며 123개 지방 자치체를 관할한다. 북동쪽으로는 베네수엘라와 국경을 접하며 북쪽으로는 산탄데르 주와 노르테데산탄데르 주, 동쪽으로는 아라우카 주와 카사나레 주, 남쪽으로는 쿤디나마르카 주, 서쪽으로는 안티오키아 주와 접한다.

주기
주 문장